# Frederico de Hohenzollern-Sigmaringen (1843–1904)
O príncipe Frederico de Hohenzollern-Sigmaringen (em alemão: Friedrich Eugen Johann Prinz von Hohenzollern-Sigmaringen; Inzigkofen, 25 de Junho de 1843 — Munique, 2 de Dezembro de 1904) foi um membro da Casa de Hohenzollern-Sigmaringen e um general prussiano de cavalaria. Frederico era irmão mais novo da rainha Dona Estefânia de Portugal.

## Família
Frederico era o quinto filho e varão mais novo do príncipe Carlos António de Hohenzollern-Sigmaringen e da sua esposa, a princesa Josefina de Baden.
O seu irmão mais velho era o príncipe Leopoldo de Hohenzollern-Sigmaringen, casado com a infanta Antónia de Portugal, seguido da sua irmã, a princesa Estefânia de Hohenzollern-Sigmaringen, casada com o rei D. Pedro V de Portugal. A ela seguiam-se dois irmãos, o príncipe Carlos de Hohenzollern-Sigmaringen, mais tarde nomeado rei da Roménia, casado com a princesa Isabel de Wied, e o príncipe António, a quem era mais chegado, que morreu com apenas vinte-e-quatro anos de idade, em batalha. Frederico tinha ainda uma irmã mais nova, a princesa Maria de Hohenzollern-Sigmaringen, casada com o príncipe Filipe, Conde de Flandres, e mãe do rei Alberto I da Bélgica.

## Casamento
Frederico casou-se no dia 21 de Junho de 1879, em Regensburg, com a princesa Luísa de Thurn e Taxis, filha mais velha do príncipe Maximiliano António de Thurn e Taxis e da princesa  Helena Carolina da Baviera, irmã da imperatriz Isabel (Sissi) da Áustria.
O casal não teve filhos.

## Genealogia
| Frederico de Hohenzollern-Sigmaringen | Pai: Carlos António de Hohenzollern-Sigmaringen | Avô paterno: Carlos de Hohenzollern-Sigmaringen | Bisavô paterno: António Luís de Hohenzollern-Sigmaringen                |
| Frederico de Hohenzollern-Sigmaringen | Pai: Carlos António de Hohenzollern-Sigmaringen | Avô paterno: Carlos de Hohenzollern-Sigmaringen | Bisavó paterna: Amália Zeferina de Salm-Kyrburg                         |
| Frederico de Hohenzollern-Sigmaringen | Pai: Carlos António de Hohenzollern-Sigmaringen | Avó paterna: Maria Antonieta Murat              | Bisavô paterno: Pierre Murat                                            |
| Frederico de Hohenzollern-Sigmaringen | Pai: Carlos António de Hohenzollern-Sigmaringen | Avó paterna: Maria Antonieta Murat              | Bisavó paterna: Louise d'Astorg                                         |
| Frederico de Hohenzollern-Sigmaringen | Mãe: Josefina de Baden                          | Avô materno: Carlos II, Grão-Duque de Baden     | Bisavô materno: Carlos Luís de Baden                                    |
| Frederico de Hohenzollern-Sigmaringen | Mãe: Josefina de Baden                          | Avô materno: Carlos II, Grão-Duque de Baden     | Bisavó materna: Amália de Hesse-Darmstadt                               |
| Frederico de Hohenzollern-Sigmaringen | Mãe: Josefina de Baden                          | Avó materna: Estefânia de Beauharnais           | Bisavô materno: Claude de Beauharnais                                   |
| Frederico de Hohenzollern-Sigmaringen | Mãe: Josefina de Baden                          | Avó materna: Estefânia de Beauharnais           | Bisavó materna: Claudine Françoise Adrienne Gabrielle de Lézay-Marnézia |